# Sera Cornelius
Sera Cornelius (née le 2 janvier 1978) est une archère sud-africaine. Elle est médaillée de bronze aux championnats du monde de tir à l'arc.

## Biographie
Sera Cornelius fait ses premières compétitions internationales en 2013. En 2015, elle remporte le bronze lors de l'épreuve par équipe mixte aux championnats du monde de tir à l'arc 2015.

## Palmarès
- Championnats du monde[1]
  -  Médaille de bronze à l'épreuve par équipe mixte aux championnats du monde 2015 à Copenhague (avec Patrick Roux).